# Rebévelier
Rebévelier (zastarale německy Ruppertswiler) je obec v okrese Bernský Jura v kantonu Bern ve Švýcarsku. Žije zde 41 obyvatel.
I přesto, že je většina obyvatel dle sčítání lidu německy mluvících, úředním jazykem obce je francouzština.

## Geografie
Rebévelier leží v nadmořské výšce 960 m, vzdušnou čarou 14 km západně od městečka Moutier. Zemědělská obec se rozkládá na mírném severním svahu pohoří Jura západně od soutěsky Pichoux, vysoko nad údolní nivou Undervelier.
Území obce o rozloze 3,5 km² pokrývá výšinu jurského masivu na krajním severovýchodě regionu Franches-Montagnes. Jižní hranicí prochází pohoří Prés Jean de Souboz, které je se svými 1075 metry nad mořem nejvyšším bodem Rebévelier. Zde se nacházejí rozsáhlé jurské vysokohorské pastviny s typickými mohutnými smrky, které zde stojí buď jednotlivě, nebo ve skupinách. Dva potoky vyhloubily do severního svahu tohoto řetězce erozní údolí (včetně Les Effondras). Na východě se oblast rozkládá až k okraji soutěsky Pichoux. V roce 1997 bylo 1 % rozlohy obce pokryto zastavěnou plochou, 40 % lesy a háji a 59 % zemědělskými plochami.
K Rebévelier patří vesnice Cerniers de Rebévelier, která leží v nadmořské výšce 1030 m na hřebeni pohoří Jura. Sousedními obcemi Rebévelier jsou Petit-Val v kantonu Bern a Lajoux, Saulcy a Haute-Sorne v kantonu Jura.

## Historie
První zmínka o obci pochází z roku 1181 pod jménem Robervilier. Rebévelier byl součástí panství Bellelay a opatství Moutier-Grandval, což znamenalo, že patřil basilejskému knížecímu biskupství. Kromě toho mělo opatství od roku 1486 velmi úzkou smlouvu s městem Bern. Již ve 13. a 14. století je zde zmiňován šlechtický rod. V listině z roku 1491 je jako feudální pán uveden opat z Bellelay a jako feudální nájemce Ruedi Juillerat. Rodina Juilleratů určovala osud obce po dalších 400 let. Církevně patřil Rebévelier do farnosti Sapran až do reformace v roce 1531, poté byl přiřazen k farnosti Undervelier, zatímco vesnice Cerniers de Rebévelier se stala součástí farnosti Saulcy. Poté, co se místní Juilleratové přestěhovali do údolí, se zde v 18. století usadil rod Amstutz. Kníže-biskup z Basileje povolil mennonitům, kteří byli ve své staré vlasti v oblasti Berner Oberland pronásledováni, usadit se v nadmořské výšce přes 800 metrů, částečně z ekonomických důvodů. Na konci 19. století se tak Rebévelier změnil z převážně katolické a francouzsky mluvící obce na mennonitskou a německy mluvící obec. V roce 1797 byl klášter Bellelay obsazen francouzskými vojsky a sekularizován. V důsledku toho Francie anektovala basilejské knížecí biskupství a Rebévelier se v roce 1798 stal součástí départementu Mont-Terrible a od roku 1800 byl připojen k départementu Haut-Rhin. Na základě rozhodnutí Vídeňského kongresu v roce 1815 se obec stala součástí okresu Delémont v kantonu Bern. Jako pohraniční obec okresu Delémont se Rebévelier při jurském plebiscitu 7. září 1975 rozhodl proti vytvoření kantonu Jura. Rebévelier tak jako jediná obec přešel v roce 1979 z okresu Delémont do okresu Moutier a zůstal tak součástí kantonu Bern.

## Obyvatelstvo
| Rok            | 1850 | 1880 | 1900 | 1930 | 1950 | 1980 | 1990 | 2000 | 2010 |
| Počet obyvatel | 112  | 96   | 76   | 58   | 52   | 50   | 43   | 30   | 47   |

Z celkového počtu obyvatel je 66,7 % německy mluvících a 33,3 % francouzsky mluvících (stav v roce 2000). I přesto je úředním jazykem obce francouzština. V roce 1850 žilo v Rebévelier celkem 112 obyvatel, v roce 1900 však už jen 76 obyvatel. Další pokles byl zaznamenán v průběhu 20. století.

## Hospodářství
Rebévelier se dosud živí zemědělstvím, převažuje chov dobytka a produkce mléka. Mimo primární sektor nejsou v obci žádná pracovní místa.

## Doprava
Obec se nachází daleko od hlavních dopravních tahů. Vede do ní pouze silnice, která odbočuje z kantonální silnice Bellelay–Lajoux a v obci Rebévelier končí. Rebévelier nemá žádné napojení na síť veřejné dopravy. Nejbližší zastávka Postbusu, který jezdí z Tavannes přes Lajoux do Les Genevez, se nachází ve Fornet-Dessous, vzdáleném asi 2,5 km.